# Гебеха
Гебеха (кос. Gqeberha), раније зван Порт Елизабет (енгл. Port Elizabeth), скраћено зван Пи-И (енгл. P.E.), је један од највећих градова у Јужноафричкој Републици, налази се у покрајини Истерн Кејп, 770  источно од Кејптауна. Град често називају „Пријатељски“ или „Ветровити град“. Простире се на 16  дуж Алгоа залива и једна је од главних лука у Јужној Африци. Према попису из 2005. Гебеха има 737.600 становника, док са околином има 1.244.900 становника.
Порт Елизабет је основан као град 1820. године за британске досељенике као начин јачања граничне области између Кејп колоније и Xhosa племена. Град има пријатељску сарадњу са шведским градом Гетеборгом а побратимљен је са америчким градовима Џексонвилом и Палм Десертом.

## Партнерски градови
- Палм Дезерт
- Куритиба
- Џексонвил